# Виргинские Острова (США)
Вирги́нские Острова́ (Америка́нские Вирги́нские Острова́, англ. United States Virgin Islands, Вирги́нские острова́ Соединённых Шта́тов, англ. Virgin Islands of the United States) — группа островов в Карибском море, имеющая статус неинкорпорированной организованной территории США.
Площадь — 346,36 км², население — 106 405 человек (2010). Самые большие три острова — Сент-Томас, Сент-Джон и Санта-Крус.
Географически являются частью Виргинских островов (которые включают в себя также Британские Виргинские острова).
17 января 1917 года Американские Виргинские Острова, до этого Датская Вест-Индия, были приобретены США у Дании (все формальности были завершены 31 марта того же года) за 25 млн долларов. До 1954 года управлялись министерством внутренних дел США. Жители имеют статус граждан Соединённых Штатов Америки.

## История
Первыми жителями Виргинских островов были сибонеи, карибы и араваки. В 1493 году острова открыл Христофор Колумб, который и дал им современное название.
В 1625 году на островах поселились английские и французские колонисты, занявшиеся сельским хозяйством. Затем островами последовательно владели Великобритания, Испания, Франция и Мальтийский орден.
В 1666 году островом Сент-Томас завладела Дания, захватившая вскоре и остров Сент-Джон, а в 1733 году Дания купила у Франции остров Санта-Крус. Датчане пытались основать на Сент-Томасе плантационное хозяйство, но оно не имело успеха из-за малого плодородия земель, и остров стал одним из центров торговли ромом и рабами. Порт острова Сент-Томас стал базой пиратов. Остров Санта-Крус имел более плодородные земли, и после перехода к Дании там было основано около 200 плантаций сахарного тростника. Восстание чернокожих рабов в 1848 году привело к изданию генерал-губернатором Датской Вест-Индии Петером фон Шольтеном закона об эмансипации. Однако только 20 % невольников получили тогда свободу, остальные продолжали трудиться на плантациях в тяжёлых условиях.
К началу XX века производство сахара на Санта-Крусе пришло в упадок и весной 1917 года острова Датской Вест-Индии были проданы США за 25 000 000 долларов (87 млн датских крон), что составило половину годового бюджета Датского королевства. Многие европейцы, покинув свои имения, уехали в Данию. Оставшимся жителям островов в 1927 году было предоставлено гражданство США.

## География
Группа островов, расположенная в 60 км восточнее Пуэрто-Рико. Три относительно крупных острова — Сент-Томас, Сент-Джон и Санта-Крус. Также множество мелких островов. Общая площадь — 346,36 км².
Острова холмистые (высшая точка — 475 м), сложены в основном известняками, имеются выходы древних кристаллических или вулканических пород.
Климат тропический, пассатный, жаркий и влажный с двумя засушливыми сезонами. Часты ураганы и землетрясения. Отсутствие рек и озёр, а также глубокое залегание грунтовых вод сильно осложняли проблему водоснабжения, несмотря на довольно большое количество осадков. Дождевую воду собирали в специальные резервуары. После сооружения опреснительных установок эта проблема в основном решена.
Растительный покров и животный мир островов в значительной степени уничтожены людьми. Остатки вечнозелёных тропических лесов сохранились главным образом на острове Сент-Джон, две трети территории которого занимает национальный парк. На острове Сент-Томас есть редколесья и кустарники на месте бывших плантаций. Морские воды у островов богаты рыбой, ракообразными и моллюсками.

## Административное деление
Американские Виргинские Острова состоят из трёх округов, которые делятся на 20 районов.
| № | Округ      | Число районов | Административный центр | Площадь, км² | Население, чел. (2010) | Плотность, чел./км² |
| - | ---------- | ------------- | ---------------------- | ------------ | ---------------------- | ------------------- |
| 1 | Санта-Крус | 9             | Кристианстед           | 214,66       | 50 601                 | 235,73              |
| 2 | Сент-Томас | 7             | Шарлотта-Амалия        | 80,91        | 51 634                 | 638,17              |
| 3 | Сент-Джон  | 4             | Крус-Бей               | 50,79        | 4170                   | 82,10               |
|   | Всего      | 20            |                        | 346,36       | 106 405                | 307,21              |

## Население
По оценке на июль 2010 года численность населения составляла 106 405 человек.
Годовая убыль населения — 0,06 %.
Рождаемость — 11,6 на 1000 (фертильность — 1,81 рождения на женщину);
Смертность — 7,0 на 1000;
Эмиграция — 5,3 на 1000.
Средняя продолжительность жизни: 76 лет у мужчин, 82 года у женщин.
Этнорасовый состав: чернокожие — 76 %, белые — 15,7 %, азиаты — 1,4 %, метисы и другие — 6,9 % (по переписи 2010 года). Латиноамериканцы составляют 17,4 % (из них чёрные — 9,9 %, белые — 2,2 %): в основном пуэрториканцы (10,3 %) и доминиканцы (5,4 %).
Языки: английский — 74,7 %, испанский или испано-креольский — 16,8 %, французский или франко-креольский — 6,6 %, другие — 1,9 % (по переписи 2000 года).
Религии: баптисты — 42 %, католики — 34 %, епискописты — 17 %, другие — 7 %.

## Политический статус
Американские Виргинские Острова — неинкорпорированная организованная территория США, то есть территория, находящаяся под управлением США, но не являющаяся частью США, на которой Конгресс США организовал местное правительство. ООН относит данную территорию к несамоуправляющимся территориям. В 1993 году на Американских Виргинских Островах прошел референдум о статусе территории, на котором предлагалось три варианта будущего островов: независимость, вхождение в состав США, текущий статус зависимой территории США. 81,6% участников референдума проголосовало за оставление текущего статуса, однако общая явка на голосование составила всего 31,4%, в связи с чем референдум был признан не состоявшимся. Повторные референдумы о статусе не были запланированы. В 2023 среди жителей островов был проведен опрос, показавший, что 63% поддерживают превращение территории в штат США, 23% высказались против. По вопросу независимости: 58% отвергли эту идею, а 19% согласились.

## Политическое устройство
Глава исполнительной власти территории — губернатор, избираемый всеобщим голосованием на 4-летний срок. Также всеобщим голосованием избирается сенат территории — 15 членов, на двухлетний срок. Кроме того, жители территории избирают одного депутата в палату представителей США (без права голоса). Жители территории не имеют права участвовать в выборах президента США, но могут участвовать в первичных выборах кандидатов в президенты (праймериз) от Демократической и Республиканской партий США.
Политические партии (по итогам выборов в ноябре 2008 года):
- Демократическая партия (10 депутатов в сенате территории)
- Движение Независимых Граждан (2 депутата в сенате территории)
- Республиканская партия (не представлена в сенате территории)

В сенате территории также представлены 3 независимых депутата.

## Экономика
Экономика территории базируется на туризме — 80 % ВВП и работающих. Острова ежегодно посещают более двух миллионов туристов.
В промышленности — нефтепереработка (на острове Санта-Крус находится один из крупнейших в мире нефтеперерабатывающих заводов), а также производство рома, текстиля, фармацевтической продукции, сборка электронных устройств и часов.
Сельское хозяйство развито слабо, большая часть продуктов питания ввозится. Выращиваются сахарный тростник, цитрусовые, овощи.
Предпринимаются попытки развить сектор международных финансовых и коммерческих услуг.

## Транспорт
Исторически на островах сложилось левостороннее дорожное движение.